# 八日火
八日火（ヨウカビ）とは、沖縄に伝わる妖怪である。
別名は、妖怪火、サンガイ火、火玉。
火玉自体は年中出没するが、旧暦８月10日前後に出る火玉を特に八日火という。戦前まではよく見られた。

## 言い伝え
何らかの不幸を起こすといわれている。一部の集落では吉兆といわれている。